# Капрара, Дэвид
Дэвид Капрара — политик, член Республиканской партии от штата Виргиния, гос служащий, общественный деятель и автор. Окончил Джорджтаунский университет. Он занимал важные политические посты в Церкви Объединения и является её искусным политиком. Он является сторонником добровольческих программ служения в пользу общества и в своих публикациях часто высказывается о своих внешнеполитическом курсе, направленном на расширение проектов служения на национальный уровень с целью улучшения межнационального и межкультурного понимания и таким образом улучшения внутреннего качества жизни посредством служения другим.

## Карьера
Капрара приготовил законопроект об управлении домовладельцами муниципальных жилых фондов, который был принят Сенатом США и вступил в силу в 1987 году.
В 1992 году Капрара был результативным исполнителем Министра Кемпа (Министерство жилищного строительства и городского развития США) в области расширения возможностей малоимущих и в программе «городской гомстед» (когда домовладение передаётся в собственность или продаётся за символическую плату на условиях реконструкции дома и проживания в нём)
В 1996 году Капрара баллотировался в сенаторы от Республиканской партии штата Виргиния, будучи главой Департамента жилищного строительства и городского развития штата Виргинии, подведомства одноимённого министерства страны.
В 1997 году выступал в здании Конгресса США (Капитолии)
В 2001 году Капрара совместнос Фондом Вашингтон Таймс организовал Саммит религиозной инициативы, который вещался по спутниковому телевидению одновременно в сорока церквях и молитвенных домах по всей стране.
В 2003 году ВИСТА Амери-Корпуса во главе Капрары (которого назначил Буш директором) получала ежегодные отчисления из бюджета США в $3 млн на деятельность организации. Во время запуска программ служения национального масштаба, Капрара сказал:
Я ратую за дух служения и идеализм волонтеров ВИСТЫ Амери-Корпуса и за их содействие наделению малоимущих большими привилегиями и обновлению наших крайне обедненных сообществ. С нетерпением жду пополнения длинного послужного списка успеха ВИСТЫ Амери-Корпуса и буду помогать во всем, что от меня требуется
 Более 20 % волонтеров Амери-Корпуса работают с религиозными организациями.
В 2009 году был советником Президента Обамы в области политики «разумной» силовой дипломатии. Будучи республиканцем, что не мешает ему поддерживать Обаму, он за рамки политических, религиозных и иных убеждений, основываясь девизом «Одна семья под Богом» организаций Муна, руководителем которых он является
В 2010 году Капрара баллотировался в Конгресс. Результаты будут известны в 2011 году.

## Послужной список
- Президент, Сообщество-фонд расширения возможностей (англ. The Empowerment Network Foundation) — это фонд, направлением деятельности которого является разработка стратегий по помощи неимущим достичь экономической независимости.[19] Газета Вашингтон Пост писала, что фонд содействовал программе Война с бедностью Президента Клинтона.[19][20]
- Помощник Замминистра жилищного строительства и городского развития США администрации Буша.
- Директор религиозных и общественных инициатив, Корпорация государственных и муниципальных служб.[21] Данная корпорация является независимым агентством с правительственной юрисдикцией и материнской организацией Амери-Корпус и ВИСТА.[22]
- Директор, Американская семейная коалиция[23] Организация была основана фондом газеты Вашингтон Таймс
- Член спец комиссии по работе с религиозными общинами, оказывающих добровольную помощь на благо общества, Генеральная ассамблея Виргинии[24][25]
- Член спец комиссии Белого Дома по работе с малоимущей молодёжью[26]
- Член Национальной конференции по гражданству, полу-правительственной некоммерческой организации, находящейся под юрисдикцией Конгресса США. Также членом данной организации является коллега Дэвида Капрары и последователь Мун Сон Мёна, Тадж Хамад — ранее занимавший пост директора Исполнительного комитета Отдела общественной информации по неправительственным организациям ООН и в настоящее время занимающий пост директора ВАНПО, аффилированной организации Церкви Объединения. Федерация за всеобщий мир и Служение во имя мира (англ. Service for Peace), в которых тоже работает Дэвид Капрара, являются спонсорами Национальной конференции по гражданству.[27]
- Член консультативного совета фонда «Воплощая мечту в реальность» Мартина Лютера Кинга III[28]
- Директор инициативы по интернациональной волонтерской деятельности и служениюБрукингского института[29][30]
- Председатель Фонда Глобального фестиваля мира-США.[31] В 2009 году на слушании Конгресса США Капрара выступил с обращением, где он хвалебно упоминал Глобальный фестиваль мира, мероприятие, организуемое Муном.[32]
- Выездной директор по международной экономике и развитию неправительственного исследовательского института Центр глобального развития в Вашингтоне[33]
- Член консультативного совета кампании Побольше корпусов мира![33]
- Член Комитета отношений домовладелец-арендатор города Александрия (Виргиния), органа, принимающего и рассматривающего жалобы от обеих сторон и отчитывающегося перед мэрией.[34]
- Исполнительный вице-президент, Молодёжная федерация за мир во всем мире[35]